# Teksevatnet
A Teksevatnet tó Norvégia délnyugati Rogaland megyéjében, Eigersund és Lund községekben, mintegy 182 méteres tengerszint feletti magasságban.
Területe 2,26 km², partvonalának hossza 17,34 km. Eigersund község második legnagyobb tava az Eiavatnet után.

## Fordítás
- Ez a szócikk részben vagy egészben  a   Teksevatnet című angol Wikipédia-szócikk ezen változatának fordításán alapul.  Az eredeti cikk szerkesztőit annak laptörténete sorolja fel. Ez a jelzés csupán a megfogalmazás eredetét és a szerzői jogokat jelzi, nem szolgál a cikkben szereplő információk forrásmegjelöléseként.